# Gösta Alexandersson
Gösta Gunnar Alexandersson, född 16 november 1905 i Hedvig Eleonora församling, Stockholm, död 17 mars 1988 i Karlstad, var en svensk skådespelare.

## Filmografi
- 1922 – Thomas Graals myndling - buspojke
- 1922 – Anderssonskans Kalle - Kalle
- 1922 – Amatörfilmen - smörgåsnisse
- 1923 – Friaren från landsvägen - Gösta Lind
- 1923 – Anderssonskans Kalle på nya upptåg - Anderssonskans Kalle
- 1925 – Skeppargatan 40 - Tom
- 1933 – Bomans pojke - bagarlärling

### Fotnoter
1. ↑  ”Gösta Alexandersson”. Svensk Filmdatabas. http://www.sfi.se/sv/svensk-filmdatabas/Item/?type=PERSON&itemid=58303&ref=%2ftemplates%2fSwedishFilmSearchResult.aspx%3fid%3d1225%26epslanguage%3dsv%26searchword%3dG%C3%B6sta+Alexandersson%26type%3dPerson%26match%3dBegin%26page%3d1%26prom%3dFalse. Läst 19 september 2012.